# Don't Touch That Dial
"Don't Touch That Dial"은 등장인물 완다 막시모프/ 스칼렛 위치와 Vision을 특징으로 하는 마블 코믹스에 기반을 둔 미국 텔레비전 미니시리즈 완다비전의 두 번째 에피소드이다. 이 작품은 뉴저지의 마을에서  교외 생활을 하면서 그들의 힘을 숨기려고 하는 그 커플을 따라간다. 그 에피소드는 마블 시네마틱 유니버스를 배경으로 한다.
폴 베타니와 엘리자베스 올슨은 이 영화 시리즈의 비전과 완다 막시모프 역할을 다시 맡았으며, 티요나 패리스, 데브라 조럽, 캐스린 한이 주연을 맡았다. 개발은 2018년 10월까지 시작되었고, 샤크먼은 2019년 8월에 합류하였다. 이 에피소드는 1960년대 시트콤, 특히 비위치드에 경의를 표하며, 이 시리즈의 도입부인 한나-바베라 스타일의 애니메이션 오프닝 시퀀스를 포함한다. 촬영은 조지아 아틀란타의 파인우드 아틀란타 스튜디오와 로스앤젤레스에서 진행되었는데, 대부분 흑백이지만 에피소드는 마지막에 컬러로 전환된다; 이것은 1960년대 광학 프린터 기술이 사용된 것처럼 보이도록 디자인된 시각 효과로 이루어졌다.
"Don't Touch That Dial"은 2021년 1월 15일 스트리밍 서비스 디즈니+에서 출시되었다. 평론가들은 올슨과 베타니의 연기, 특히 그들의 신체적 코미디를 칭찬했고 에피소드가 재미있었다고 생각했지만 일부는 전체적인 줄거리 전개의 부족을 비판했다. 두 개의 프라임타임 에미상 후보에 오른 것을 포함하여 여러 개의 찬사를 받았다.

## 줄거리
1960년대 흑백 배경에서 완다 막시모프 와 비전은 집 밖에서 이상한 소리를 듣는다. 다음날 그들은 비전이 남자 이웃과 함께 동네 시계 모임에 참석하기 전에 이웃과 잘 어울리도록 돕기 위해 동네  쇼를 위해 마술사 공연을 준비한다.
동네 시계 모임에 참석한 남자들은 자신에게 건네받은 껌을 우연히 삼킨 비전을 환영한다. Vision의 신테조이드 시스템은 껌을 소화할 수 없으며 이로 인해  취하게 된다. 막시모프는 모임이 끝난 후 도티와 이야기를 나누고, 라디오를 통해 도티에게 상황을 일으킨 책임이 누구인지 묻는 목소리가 들린다.
취한 비전이 장기자랑 쇼에 도착했을 때, 그는 자신의 초능력을 무심코 드러낸다. 완다는 자신의 능력을 사용하여 비전이 간단한 마술을 수행하는 것처럼 보이게 만든다. 그들의 공연은 호평을 받았으며 도티로부터 올해의 코미디 공연 상을 받았다. 그들이 집으로 돌아오자 막시모프는 알 수 없는 이유로 임신하게 된다.  이로 인해 방해를 받은 막시모프는 화면에 나타난 사건을 임신 사실로 돌아가게하고 배경은 갑자기 1970년대 색상으로 가득찬다.